# Classe Indomito (destroyer, 1913)
Pour les articles homonymes, voir Classe Indomito.
La classe Indomito est une classe de destroyers construit pour la Regia Marina avant et pendant la première guerre mondiale.

## Conception et description
La classe Indomito a été conçue par Luigi Scaglia de la Cantieri Navali Pattison de Naples. Ces navires étaient les premiers grands destroyers de la Regia Marina et les premiers équipés de turbines à vapeur. La classe Indomito a été la première dans la progression des destroyers italiens à être appelée tre pipe ou tre canne pour leurs trois cheminées,.
Les navires mesuraient 72,52 m à la ligne de flottaison (73,00 m hors tout) avec une largeur de 7,3 m et un tirant d'eau de 2,7 m. Ils avaient des arbres jumeaux entraînés par deux turbines à vapeur Tosi, alimentées par quatre chaudières Thornycroft. Le groupe motopropulseur était conçu pour une puissance de 16 000 chevaux-vapeur (12 000 kW) pour déplacer les navires à 30 nœuds (56 km/h), mais avait une puissance maximale de 17 620 chevaux-vapeur d'arbre (13 140 kW) qui propulsait les navires à 35,79 nœuds (66,28 km/h).
Tels qu'ils étaient construits, les navires étaient armés d'un canon de 4,7 pouces (120 mm)/40, de quatre canons de 3 pouces (76 mm)/40 et de deux tubes lance-torpilles de 17,7 pouces (450 mm). En 1914, ils ont été renforcés par deux tubes lance-torpilles supplémentaires. Pendant la Première Guerre mondiale, des rails de guidage permettant de poser jusqu'à dix mines ont été ajoutés aux navires. Des modifications ultérieures apportées pendant la guerre ont permis de remplacer tous les canons par cinq canons de 4 pouces (100 mm)/35 et un seul canon AA de 40 mm (1,6 in)/39. La capacité en carburant a également été augmentée pendant la guerre, passant de 100 tonnes à 128 tonnes afin d'accroître l'endurance, mais l'augmentation du poids a eu l'effet inverse : elle a ralenti les navires et réduit leur endurance.

## Carrière de service

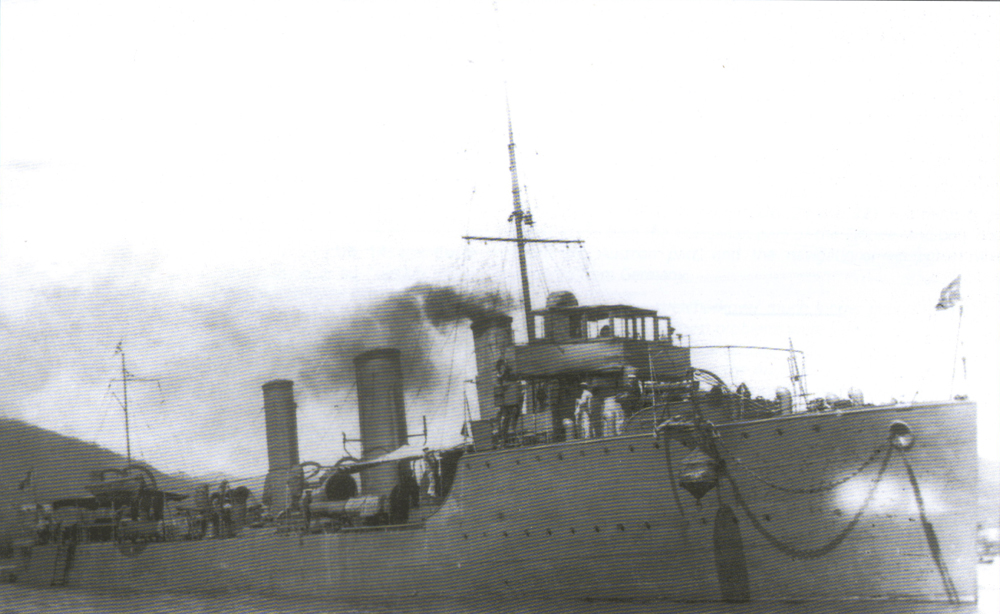
Destroyer Impetuoso de la Regia Marina

Construites dans le chantier naval Pattison (Pattison) de Naples et dans le chantier naval Orlando (Cantiere navale fratelli Orlando) de Livourne, les unités de cette classe sont entrées en service entre 1913 et 1914. Ils ont été les premiers destroyers italiens à être équipés de turbines (les classes précédentes étaient propulsées par des moteurs alternatifs). Ils se sont avérés être des unités très réussies, à tel point que leur conception a été prise comme base (avec des modifications) pour les classes Pilo, Sirtori, La Masa et Generali.
Ils ont participé à la Première Guerre mondiale dans l'Adriatique, subissant la perte de deux unités: Impetuoso et Intrepid. En 1918, l'armement en canons a été remplacé par cinq canons de 102/35 mm, une mitrailleuse de 40/39 mm et quatre tubes lance-torpilles de 450 mm.
Les quatre autres navires ont tous survécu à la guerre et ont été rétrogradés en torpilleurs en 1929, ils ont été progressivement éliminés à la fin des années 1930, à l'exception d'un seul, le Insidioso.
Le Insidioso a été réintégré le 1er mars 1941. Réduit à deux cheminées et réarmé, il a servi de navire-cible, d'escorte de convoi et a joué un rôle dans la lutte anti-sous-marine. Il est sabordé par son équipage le 10 septembre 1943 à Pula, mais est renfloué par les Allemands qui le mettent en service sous le nom de Wildfang le 8 novembre. Le Wildfang, le dernier membre survivant de la classe Indomito, a été coulé par des avions américains le 5 novembre 1944 après un peu moins d'un an de service allemand.

## Navires de la classe
| Ardente    | AE | Orlando - Livourne | 4 avril 1912 | 15 décembre 1912  | 15 août 1913    | Mis hors service le 12 octobre 1937 [3] |
| Ardito     |    | Orlando - Livourne | 1912         | 20 octobre 1912   | 1914            | Mis hors service en été 1931 |
| Impavido   | IV | Pattison- Naples   | 1911         | 22 mars 1913      | 1914            | Mis hors service le 1er septembre 1937 |
| Impetuoso  |    | Pattison - Naples  | 1910         | 23 juillet 1913   | 1914            | Coulé le 10 juillet 1916 par le U-boot austro-hongrois U-17 |
| Indomito   | ID | Pattison - Naples  | 1910         | 10 mai 1912       | 20 janvier 1913 | Mis hors service le 11 juillet 1937 |
| Insidioso  | IS | Pattison - Naples  | 1912         | 30 septembre 1913 | 1914            | Mis hors service le 18 septembre 1938. Réintégré comme navire cible et escorteur de convoi le 1er mars 1941 mais sabordé à Pula le 10 septembre 1943; renfloué et rebaptisé Wildfang par l'Allemagne, mais coulé par l'aviation américaine le 5 novembre 1944. |
| Intrepido  |    | Pattison - Naples  | 1910         | 7 août 1912       | 1913            | Coulé le 4 décembre 1915 par une mine du U-boot allemand UC-14 |
| Irrequieto | IR | Pattison - Naples  | 1910         | 12 décembre 1912  | 1913            | Mis hors service le 11 octobre 1937 |

## Source
- (it) Cet article est partiellement ou en totalité issu de l’article de Wikipédia en italien intitulé « Classe Indomito (cacciatorpediniere 1913) » (voir la liste des auteurs).